# Volodymyr Mykytyn
Volodymyr Bohdanovyč Mykytyn (in ucraino Володимир Богданович Микитин?; Krasnyj Luč, 28 aprile 1970) è un allenatore di calcio ed ex calciatore ucraino, di ruolo difensore, tecnico del Metalurh Zaporižžja.